# Martina Čapková
Martina Čapková (* 17. října 1991) je bývalá česká florbalistka, kapitánka reprezentace a čtyřnásobná mistryně Česka. V nejvyšších florbalových soutěžích Česka, Švýcarska a Švédska hrála v letech 2007 až 2018.

## Klubová kariéra
Čapková začínala s florbalem v klubu SSK Future v roce 1999. V nejvyšší ženské soutěži nastoupila poprvé v sezóně 2007/2008. Když tým po další sezóně v roce 2009 z finančních důvodů zanikl, odešla Čapková na rok do švýcarské National League A do týmu FB Riders DBR.
Po návratu do Česka začala v roce 2010 hrát v týmu Herbadent Praha 11 SJM, se kterým získala tři mistrovské ligové tituly a tři poháry po sobě. Sezónu 2013/2014 strávila jako teprve druhá Češka v historii ve Švédské Superlize, a to v týmu KAIS Mora IF. S ním získala vicemistrovský titul, i když v samotném superfinále nenastoupila. Ve svém švédském angažmá se stala jednou z prvních českých profesionálních florbalistek. Po sezóně se vrátila do Herbadentu. V ročníku 2016/2017 získaly poslední titul týmu a její čtvrtý, poté co jako kapitánka v superfinále vstřelila rozhodující gól. Po sezóně 2017/2018 ukončila kariéru.

## Reprezentační kariéra
Čapková reprezentovala poprvé na juniorském mistrovství v roce 2008. Hrála i na dalším šampionáru v roce 2010, kde Češky získaly první bronz a Čapková asistovala na dvě branky v rozhodujícím zápase.
V seniorské reprezentaci hrála na třech mistrovstvích světa mezi lety 2013 a 2017, na kterých Češky vždy skončily na čtvrtém místě. Na mistrovství v roce 2017, po kterém ukončila reprezentační kariéru, byla kapitánkou.
| Umístění               | Soutěž                                             |
| ---------------------- | -------------------------------------------------- |
| 5.                     | Mistrovství světa ve florbale žen do 19 let 2008   |
| alt = Bronzová medaile | Mistrovství světa ve florbale žen do 19 let 2010   |
| 4.                     | Mistrovství světa ve florbale žen 2013             |
| 4.                     | Mistrovství světa ve florbale žen 2015             |
| 4.                     | Mistrovství světa ve florbale žen 2017 (kapitánka) |

## Ocenění
Za sezónu 2008/2009 byla zvolena nejlepší českou juniorkou sezóny a druhou nejužitečnější hráčkou Extraligy.